# Panipat (film)
Pour la ville, voir Panipat.
Pour plus de détails, voir Fiche technique et Distribution.
Panipat (पानीपत) est un film indien réalisé par Ashutosh Gowariker, sorti en 2019.

## Synopsis
Un récit de la troisième bataille de Panipat.

## Fiche technique
- Titre : Panipat
- Titre original : पानीपत
- Réalisation : Ashutosh Gowariker
- Scénario : Ranjeet Bahadur, Ashok Chakradhar, Chandrashekhar Dhavalikar, Ashutosh Gowariker et Aditya Rawal
- Musique : Ajay Gogavale et Atul Gogavale
- Photographie : C. K. Muraleedharan
- Montage : Steven H. Bernard
- Production : Sunita Gowariker et Rohit Shelatkar
- Société de production : Ashutosh Gowariker Productions, Vision World Films et Zee Music Co.
- Pays :  Inde
- Genre : Action, drame, historique et guerre
- Durée : 171 minutes
- Dates de sortie : 
  - Sortie mondiale : 6 décembre 2019

## Distribution
- Arjun Kapoor : Sadashiv Rao Bhau
- Sanjay Dutt : Ahmad Shah Abdali
- Kriti Sanon : Parvati Bai
- Mohnish Bahl : Nana Saheb
- Padmini Kolhapure : Gopika Bai
- Suhasini Mulay : Radha Bai
- Zeenat Aman : Sakina Begum
- Sahil Salathia : Shamsher Bahadur
- Mantra Mugdh : Najib-ud-Daula
- Nawab Shah : Ibrahim Khan Gardi
- Vinita Joshi : Mehram Bai
- Ravindra Mahajani : Malhar Rao Holkar
- Kunal Kapoor : Shuja-ud-Daula
- Gashmeer Mahajani : Jankoji Shinde
- Archana Nipankar : Anandi Bai
- Rajesh Aher : Sardar Biniwale
- Babrak Akbari : Wasi Khubas

## Distinctions
Le film est nommé pour deux Filmfare Awards : meilleurs effets spéciaux et meilleur film d'action.